# Diocesi di Elea
La diocesi di Elea (in latino: Dioecesis Eleensis) è una sede soppressa del patriarcato di Costantinopoli e una sede titolare della Chiesa cattolica.

## Storia
Elea, nei pressi di Kilise o Kiliseköy nell'odierna Turchia, è un'antica sede episcopale della provincia romana di Asia nella diocesi civile omonima. Faceva parte del patriarcato di Costantinopoli ed era suffraganea dell'arcidiocesi di Efeso.
La diocesi è documentata nelle Notitiae Episcopatuum del patriarcato di Costantinopoli fino al XII secolo.
Il primo vescovo conosciuto di Elea è Achilliade, che il 13 agosto 431 sottoscrisse la lettera inviata da una decina di vescovi rimasti a Costantinopoli e impossibilitati a raggiungere il concilio di Efeso. Segue il vescovo Isaia, che partecipò al concilio di Calcedonia nel 451. Un terzo vescovo, Olbiano, prese parte al secondo concilio di Nicea nel 787. Controversa è l'assegnazione a Elea del vescovo Papas, che sottoscrisse il decreto sinodale di Gennadio I di Costantinopoli contro i simoniaci nel 458 circa; ammesso da Culerrier, in base al decreto pubblicato da Mansi nella Sacrorum Conciliorum nova et amplissima collectio, è ignoto a Destephen, per il quale nessun vescovo con questo nome è documentato dalla prosopografia della provincia di Asia nel periodo 325-641; anche Le Quien ignora l'esistenza di un vescovo Papas, perché lo assegna alla diocesi di Elearchia in Egitto.
Due testi letterari, la Vita di san Pietro d'Atroa e una Catechesi di Teodoro Studita, accennano all'esistenza di due vescovi anonimi di Elea, vissuti rispettivamente verso la metà dell'VIII secolo e agli inizi del IX secolo.
Altri due vescovi sono noti nel XII secolo: Giovanni prese parte al sinodo celebrato ad Efeso nel 1167; Teodolo visse nel XII secolo ed è menzionato dal celebre canonista Teodoro Balsamon nel commento al canone 51 degli Apostoli.
Dal XIX secolo Elea è annoverata tra le sedi vescovili titolari della Chiesa cattolica; la sede è vacante dal 5 novembre 1966.

## Cronotassi

### Vescovi greci
- Achilliade † (menzionato nel 431)
- Isaia † (menzionato nel 451)
- Papas ? † (menzionato nel 458 circa)
- Anonimo † (metà dell'VIII secolo)[10]
- Olbiano † (menzionato nel 787)
- Anonimo † (inizio del IX secolo)[11]
- Giovanni † (menzionato nel 1167)[12]
- Teodolo † (XII secolo)

### Vescovi titolari
- Jean-Louis Clerc-Renaud, C.M. † (19 agosto 1912 - 2 agosto 1935 deceduto)[13]
- Heinrich Roleff † (7 marzo 1936 - 5 novembre 1966 deceduto)[14]